# Monjàvena
La monjàvena, que també rep el nom d'almoixàvena o almonxàvena (de l'àrab al-mugábbana, "coca o bunyol de formatge") és un dolç d'origen àrab característic de Xàtiva i de les comarques valencianes de La Costera i La Vall d'Albaida.
S'elabora amb ous, farina, oli, vi, sucre i canyella i es cou al forn. Tradicionalment, els forns sols en serveixen el dijous, car en origen era preparada el dijous de quaresma. És menjada a Xàtiva durant la temporada que va de Sant Antoni a Carnestoltes.